# Ptecticus mexicanus
Ptecticus mexicanus är en tvåvingeart som beskrevs av James 1982. Ptecticus mexicanus ingår i släktet Ptecticus och familjen vapenflugor. Inga underarter finns listade i Catalogue of Life.